# Pokolj nevine dječice (Rubens)
Pokolj nevine dječice je slavna slika Petera Paula Rubensa koja prikazuje motiv „Pokolj nevine dječice Betlehema” (Mt 2,16), a koju je umjetnik naslikao dva puta. Prvu je naslikao u Antwerpenu 1611. godine, po povratku s osmogodišnjeg puta po Italiji, a druga, naslikana kasnije, oko 1638., nalazi se u pinakoteci (Alte Pinakothek) u Münchenu od 1706. god.

## Povijest
Koncem 17. stoljeća prva slika je postala dijelom Liechtensteinske kolekcije u Beču, iz koje ju je kupio Ivan Adam I., knez Lihtenštajna, oko 1700. godine. Slika je visila u kolekciji obitelji Liechtenstein do 1815. godine kada je jedan crtež zabilježio na izložbi u Vrtnoj palači u Beču. Sliku je 1767. godine Vincenzio Fanti pogrešno atribuirao Franciscusu de Neveu II., a kasnije je atribuirana 1780. Rubensovom učeniku, Janu van den Hoeckeu. Kao takva, prodana je jednoj austrijskoj obitelji 1920., koja ju je posudila opatiji Reichersberg u sjevernoj Austriji.
God. 2001., sliku je u opatiji vidio George Gordon, stručnjak za flamansko slikarstvo, koji ju je pripisao Rubensu zbog njezine sličnosti sa slikom Samson i Dalila koja je također naslikana po povratku Rubensa iz Italije. Slika je ponuđena aukcijskoj kući Sotheby's u Londonu koja ju je prodala 10. lipnja 2002. kanadskom biznismenu Kennethu Thomsonu za 49,5 milijuna £ (117 milijuna $), čime je dospjela na popis najskupljih slika na svijetu.
Nakon toga je jedno vrijeme bila posuđena Nacionalnoj galeriji u Londonu, a od 2008. godine je poklonjena Umjentičkoj galeriji Ontarija u Torontu.

## Odlike
Obje slike su naslikane snažnim bojama i pod utjecajem baroknog slikara Caravaggia od kojega je Rubens preuzeo snažan kjaroskuro i emotivnu dramatičnost prikaza. 
Svaki naslikani detalj slike odražava sjaj oblika i materijala, a tema je preplet biblijske teme i aktualne političke situacije – najava Tridesetogodišnjeg rata. Naime, u Rubensovom rodnom gradu Antwerpenu 1609. godine je stradalo preko 8.000 građana u vjerskom sukobu protestanata kalvinista i katolika koje su podržala španjolska vojska. Tako je u Haarlemu (Nizozemska), samo stotinjak kilometara sjevernije, protestantski vođa pobunjenika, princ Mauritz, naručio od slikara Cornelisa van Haarlema sliku s ovom tematikom za gradsku vijećnicu. Slika je trebala biti propagandnim djelom koje prikazuje španjolski pokolj Holanđana, no Rubens je naslikao istu temu s ciljem prikaza protestantskog pokolja katolika.

## Poveznice
- Barokno slikarstvo